# Конотопська міська територіальна громада
Конотопська міська територіальна громада — територіальна громада в Конотопському районі Сумської області України. Адміністративний центр — місто Конотоп.
Утворена 13 червня 2019 року шляхом приєднання Підлипненської сільської ради до Конотопської міської ради обласного значення.
Відповідно до Закону України «Про внесення змін до Закону України „Про добровільне об'єднання територіальних громад“ щодо добровільного приєднання територіальних громад сіл, селищ до територіальних громад міст республіканського Автономної Республіки Крим, обласного значення» громади, утворені внаслідок приєднання суміжних громад до міст обласного значення, визнаються спроможними і не потребують проведення виборів.

## Населені пункти
У складі громади чотири населені пункти: 1 місто (Конотоп) і 3 села: Калинівка, Лобківка та Підлипне.